# Robin Maulun
Robin Maulum (Pessac, 23 novembre 1996) è un calciatore francese, centrocampista svincolato.

## Caratteristiche tecniche
È un trequartista.

## Carriera

### Club
Prodotto del settore giovanile del Bordeaux, debutta in prima squadra il 30 agosto 2015 in occasione del match dei turni preliminari di Europa League vinto 3-0 contro l'AEK Larnaca.
Rimasto svincolato, nel 2017 si accorda con il Trélissac dove rimane per una stagione giocando in quarta divisione; nel 2018 si trasferisce in Olanda al Cambuur.

### Nazionale
Ha giocato nelle nazionali giovanili francesi Under-16 ed Under-17.

## Statistiche
Statistiche aggiornate al 6 settembre 2021.

### Presenze e reti nei club
| Stagione        | Squadra         | Campionato      | Campionato | Campionato | Coppe nazionali | Coppe nazionali | Coppe nazionali | Coppe continentali | Coppe continentali | Coppe continentali | Altre coppe | Altre coppe | Altre coppe | Totale | Totale |
| Stagione        | Squadra         | Comp            | Pres       | Reti       | Comp            | Pres            | Reti            | Comp               | Pres               | Reti               | Comp        | Pres        | Reti        | Pres   | Reti   |
| --------------- | --------------- | --------------- | ---------- | ---------- | --------------- | --------------- | --------------- | ------------------ | ------------------ | ------------------ | ----------- | ----------- | ----------- | ------ | ------ |
| 2012-2013       | Bordeaux        | CFA             | 1          | 0          |                 | -               | -               |                    | -                  | -                  |             | -           | -           | 1      | 0      |
| 2013-2014       | Bordeaux        | CFA             | 5          | 1          |                 | -               | -               |                    | -                  | -                  |             | -           | -           | 5      | 1      |
| 2014-2015       | Bordeaux        | CFA             | 14         | 3          |                 | -               | -               |                    | -                  | -                  |             | -           | -           | 14     | 3      |
| 2015-2016       | Bordeaux        | CFA             | 15         | 2          |                 | -               | -               |                    | -                  | -                  |             | -           | -           | 15     | 2      |
| 2016-2017       | Bordeaux        | CFA2            | 17         | 0          |                 | -               | -               |                    | -                  | -                  |             | -           | -           | 17     | 0      |
| 2015-2016       | Bordeaux        | L1              | 1          | 0          | CF+CdL          | 0+1             | 0               | UEL                | 3                  | 0                  |             | -           | -           | 5      | 0      |
| 2017-2018       | Trélissac       | N2              | 22         | 2          | CF              | 0               | 0               |                    | -                  | -                  |             | -           | -           | 22     | 2      |
| 2018-2019       | Cambuur         | 1D              | 33+4       | 7+1        | CO              | 2               | 0               |                    | -                  | -                  |             | -           | -           | 39     | 8      |
| 2019-2020       | Cambuur         | 1D              | 23         | 4          | CO              | 2               | 1               |                    | -                  | -                  |             | -           | -           | 25     | 5      |
| 2020-2021       | Cambuur         | 1D              | 26         | 2          | CO              | 2               | 0               |                    | -                  | -                  |             | -           | -           | 28     | 2      |
| 2021-2022       | Cambuur         | ED              | 4          | 0          | CO              | 0               | 0               |                    | -                  | -                  |             | -           | -           | 4      | 0      |
| Totale carriera | Totale carriera | Totale carriera | 166        | 23         |                 | 7               | 1               |                    | 3                  | 0                  |             | -           | -           | 176    | 24     |

## Palmarès

### Club

#### Competizioni nazionali
- Eerste Divisie: 1

Cambuur: 2020-2021